# Сто років тому вперед
Сто років тому вперед (рос. Сто лет тому вперёд) — науково-фантастична повість російського радянського письменника-фантаста Кира Буличова. Повість входить до циклу творів про Алісу Селезньову. Уперше повість надрукована самостійним виданням у 1978 році видавництвом «Дитяча література», причому у вихідних даних твору неправильно вказаний псевдонім автора — замість «Кир Булычев» вказано «Кирилл Булычев». Надалі повість неодноразово видавалась, як окремими виданнями, так і в авторських збірках. У повісті розповідається про випадкову подорож у часі московського школяра 70-х років ХХ століття та наслідки цієї подорожі, а також про вимушену подорож у минуле героїні низки творів Буличова Аліси Селезньової для повернення у свій час приладу з майбутнього — мієлофона.

## Сюжет
Миколка Наумов, школяр однієї з московських шкіл, стає свідком того, як його сусіда, Миколу Миколайовича, з яким він часто полюбляв спілкуватися, бригада швидкої допомоги забирає в лікарню з серцевим нападом. Сусід просить Миколку наглядати за квартирою, та залишає йому ключі. У квартирі Миколка випадково виявляє дивний пристрій, який виявляється машиною часу. Він потрапляє в майбутнє, у 2082 рік, де майже відразу знайомиться з дідусем, що їде по доріжці на велосипеді, який виявляється його ровесником по року народження. Пізніше він знайомиться з іншопланетним космічним археологом Рррр, який пропонує йому сходити на футбольний матч, проте Миколка вибирає поїздку на космодром із наміром потрапити на Місяць або на якусь планету. Для кращої конспірації він вирішує називатись приїзжим із Конотопа. Проте на Місяць Миколка не потрапляє у зв'язку з відсутністю білетів, а на Уран або інші планети його не пустили у відсутності дорослих. На космодромі він випадково побачив прибуття на Землю космічних піратів Веселуна У і Криса, проте він ще не знає, хто це такі. Після невдачі на космодромі Миколка вирішує повернутися в Інститут часу, щоб потрапити додому, проте по дорозі засипає в транспортному засобі, та потрапляє в Космозоо — зоопарк, у якому живуть тварини з інших планет, а також деякі земні доісторичні тварини, виведені за допомогою клонування. Під час знайомства з зоопарком він уперше зустрічається з Алісою Селезньовою, та має намір познайомитися з нею. Проте по дорозі Миколка знову зустрічає космічних піратів, які викрадають в Аліси цінний науковий прилад — мієлофон, за допомогою якого можна читати думки як людей, так і інших живих істот. Хлопцеві вдається вихопити в піратів мієлофон, після чого він вирішує повернути прилад знайомим Аліси. Проте пірати женуться за Миколкою, тому він вирішує дістатись до Інституту часу. Пірати наздоганяють хлопця, проте йому вдається дістатись до порібної кабінки часу, та повернутися в своє століття.
Тим часом Аліса виявила пропажу мієлофону, перед цим почувши крик Миколки, після чого спробувала його наздогнати. Після невдачі вона повертається до Космозоо, де виявляє автограф Миколки на одній із лавок для відпочину, де вказано, що він учиться у 6-Б класі школи № 26. Після цього Аліса зрозуміла, що мієлофон потрапив до рук вихідця з минулого, оскільки в 2082 році ніякий хлопчисько не дозволив би собі вирізати на лаві свій автограф. Після цього дівчинка вирішує поїхати до Інституту часу, де помічає пошкоджене скло та переміщення людини в 1976 рік. Після побаченого пошкодженого скла Аліса зробила висновок, що за хлопцем гнались космічні пірати, адже в Інституті часу скло надміцне, і його могли лише пошкодити бластером зловмисники. Дівчинка вирішує переміститись у минуле, щоб знайти хлопця й забрати в нього мієлофон. Проте після переміщення вона не зуміла відразу знайти хлопця, й уже за нею починають гнатись космічні пірати. Під час втечі від них Аліса ледь не потрапляє під тролейбус, після чого потрапляє до лікарні, де вимушена вдавати, що в неї амнезія, а де батьки, вона не пам'ятає. У лікарні Аліса випадково потрапляє в одну палату з Юлею Грибковою, яка випадково навчається з Миколкою в одному класі. У лікарні Алісу намагаються викрасти космічні пірати, проте за допомогою Юлі їй вдається уникнути небезпеки. Після цього Аліса розповідає про себе правду Юлі, та повідомляє, що хоче побачитися з Миколкою, щоб забрати в нього прилад. Проте виявляється, що в цьому класі навчається аж три Миколи, які усі могли б потрапити в таку ситуацію. За допомогою батьків та бабусі Юлі Алісу влаштовують на тимчасове навчання до цього класу. На перших же уроках Аліса дивує учнів та вчителів своєю ерудицією, а також умінням грати у волейбол. Вона знайомиться зі всіма трьома Миколками, проте ніхто з них не признається в тому, що зустрічався з Алісою раніше. Одночасно Аліса з Юлею мусять ховатися від космічних піратів, а Миколка Наумов признається двом хлопчикам із класу, що він був у майбутньому, а Аліса прибула з майбутнього шукати саме його та прилад із майбутнього, та показує хлопцям космічних піратів, які за ним женуться. Пірати не сидять на місці, та продовжують пошуки Аліси та Миколки. Їм вдається через одну з однокласниць Юлі та Миколки дізнатись, у якому класі вони навчаються, та перевтілившись у вчительку, вони роблять спробу викрасти Алісу та Миколку із шкільного класу. Проте вони наражаються на опір з боку вчителя фізкультури, причому за цей час Миколка втікає з класу. Пірати розпочинають погоню за ним, Аліса при цьому вистрибує з вікна школи та біжить за піратами та Миколкою, впевнившись у тому, що саме цей хлопець побував у майбутньому. Пірати заганяють хлопця в глухий під'їзд, залякують раптового свідка погоні, щоб він не прохопився словом перед Алісою. Тим часом за Алісою на допомогу біжить увесь клас, а після прибуття до місця зникнення Миколки діти вирішують обшукати увесь будинок. Випадково діти виявляють мієлофон у сумці Юлі із запискою від Миколки, в якій він просить пробачення за взяту випадково річ. Діти після цього вирішують продовжити пошуки Миколки та піратів з мієлофоном, проте ретельний огляд усього під'їзду не дав результатів. Після цього діти вирішують перевірити думки випадкового перехожого, який був свідком викрадення Миколки, та з них дізнаються, що пірати понесли хлопчика в закинутий будинок неподалік. Діти швидко біжать туди, та встигають визволити Миколку та затримати піратів, після чого туди прибуває працівник Інституту часу й сусід Миколки Микола Миколайович, який допомагає дітям остаточно знешкодити піратів. після цього увесь клас разом із Алісою йдуть на квартиру до Миколки, де Микола Миколайович розповідає. як працівникам Інституту часу вдалось їх знайти, та підготовлює перехід Аліси в її час. Дівчинка прощається з новими друзями, які обіцяють берегти цю історію в суворій таємниці.

## Екранізації
У 1982 році на основі першої частини повісті знятий діафільм «100 років тому вперед. Миколка в майбутньому». У 1984 році за мотивами повісті режисером Павлом Арсеновим знято п'ятисерійний телесеріал «Гостя з майбутнього», який вийшов на телеекрани в 1985 році. Сценарій до фільму написав сам автор повісті Кир Буличов, проте між повістю та телесеріалом є деякі відмінності в сюжеті, зокрема в повісті переміщення Миколки відбувається на 106 років, а в телесеріалі рівно на 100 років, відрізняються у книзі та фільмі вигляд машини часу, місце розміщення машини часу в минулому, а також відрізняється прізвище Миколки — у книзі Наумов, а в телесеріалі Герасимов.

## Переклади
У 1980 році повість перекладена китайською мовою. У 1982 році повість перекладена польською мовою, та вийшла друком під назвою «Bylo to za sto lat». У 1991 році повість перекладена українською мовою, та вийшла друком у видавництві «Веселка» в однойменній авторській збірці.